# Stiphodon percnopterygionus
 Stiphodon percnopterygionus és una espècie de peix de la família dels gòbids i de l'ordre dels perciformes.

## Morfologia
Els mascles poden assolir els 3,7 cm de longitud total.

## Distribució geogràfica
Es troba a les Illes Ryukyu, Taiwan, Guam, les Illes Mariannes i Palau.